# Mercedes Rodrigo
Mercedes Rodrigo Bellido, née à Madrid, le 12 mai 1891 et morte à San Juan, Porto Rico, le 12 septembre 1982, est une psychologue et pédagogue espagnole. Elle est reconnue comme la première femme à se former en psychologie en Espagne et à avoir fondé la première chaire de cette discipline en Colombie à l'université nationale. Elle est pionnière de la psychotechnique en Amérique latine, et a consacré une grande partie de sa vie aux processus de sélection et d'orientation professionnelle. Elle est la sœur de la compositrice María Rodrigo.

## Biographie

### Formation initiale
Elle est la fille de María Bellido Díaz et de Pantaleón Rodrigo et Falces, professeur de musique, les deux originaires de la Navarre. Son enfance et sa jeunesse se passent à Madrid. Elle intègre l'École normale de maîtresses, où elle termine ses études en 1910 et obtient le titre de maîtresse supérieure en 1911. Elle se consacre ensuite à la recherche et à la formation continue dans divers centres éducatifs de Madrid en s'orientant vers la formation d'enfants sourds, ainsi qu'aveugles. Elle visite dans cette période divers centres de formation d'enfants handicapés en Europe jusqu'au début de la Première Guerre mondiale.
En 1920, la Junta de Ampliación de Estudios (es) lui accorde une bourse pour élargir ses études à l'extérieur, spécifiquement en Suisse, pour réaliser des études de psychologie et de pédagogie à l'Institut Jean-Jacques Rousseau et à l'université de Genève. Elle est disciple de psychologues tels qu'Édouard Claparède avec qui elle collabore au Laboratoire de Psychologie de l'université. Elle travaille avec Jean Piaget sur diverses expériences sur l'animisme de l'enfant. En outre, elle reçoit une formation directe d'Alice Descoeudres, Pierre Bovet, Sabina Spielrein et Marjorie Duvillard. Des travaux qu'elle réalise lors de son séjour de deux ans, il ressort qu'elle a été pionnière de l'éducation pour la paix. En 1923, elle reçoit le titre de psychologue de l'université de Genève.

### Début de carrière
À son retour en Espagne, de par ses études supérieures en 1923, elle travaille à l'École nationale de personnes sourdes et aveugles de Madrid, et reçoit lettre de mission du Ministère d'Instruction Publique de développer un cours de 5 mois pour les instituteurs sur des techniques psychopédagogiques, elle élabore à cette fin un registre avec lequel développer la recherche pédagogique. En peu de temps, l'Institut de Rééducation des Invalides du Travail est créé, et elle y est nommée directrice de la section d'orientation professionnelle, champ où elle fut pionnière en Espagne. La même année, elle traduit et adapte les tests de Claparède à la population espagnole. En 1925, Gonzalo Rodríguez Lafora fonde son Institut médico-pédagogique, la nommant directrice pédagogique de l'institut, où elle est notamment influencée par la vision médicale et technique de la discipline psychologique.
En 1929, elle se déplace à sa charge à l'Instituto Nacional de Psicotecnia de Madrid, en tant qu'assistante de José Germain Cebrián (es), réalisant des tâches de psychométrie, pour la sélection et l'orientation professionnelle, et publiant en 1933, entre autres travaux durant cette période, les résultats d'un test d'intelligence générale. Elle travaille simultanément comme psychologue à la Clínica de la Corte Juvenil. En 1936 elle est nommée directrice de l'Institut de Psicotecnia, à la suite du refus de Germain de rentrer au pays en raison de la guerre civile espagnole. De 1929 à 1930, elle collabore au foyer de délinquants de Madrid, en rendant publique sa sympathie pour les idées de Sigmund Freud sur la névrose, et pour celles de Jean-Jacques Rousseau sur l'importance de l'éducation dans le développement des enfants. Peu avant que se conclue la guerre, en 1939, elle s'exile d'Espagne, car elle ne milite dans aucun parti activement, et ses relations avec les républicains finiraient par lui occasionner des ennuis à cause de son séjour dans le pays.

### Étape en Colombie
Après un court séjour en Suisse, Rodrigo décide d'émigrer en Colombie en compagnie de sa sœur et d'un de ses collaborateurs principaux, le médecin José María García Madrid, décision prise à la suite de l'invitation du recteur de l'université nationale de la Colombie, le professeur et psychologue Agustín Nieto Caballero, pour organiser la Section de Psychotechnique de la faculté de médecine. Ils arrivent à Bogota en août 1939 avec la tâche d'élaborer les premiers examens d'admission à la chaire de médecine, étant donné le grand nombre d'aspirants face au faible nombre de postes vacants disponibles. Le soutien et l'admiration du professeur Alfonso Esguerra Gómez s'avèrent très remarquables dans la consolidation de la section à la faculté. Le processus de sélection est jugé satisfaisant, compte-tenu des résultats obtenus, et est bientôt étendu à d'autres institutions publiques, telles que l'Instituto pedagógico national, la police nationale colombienne, l'entreprise du tramway municipal de Bogota ; de même que privées, telles que le Gymnase moderne, le Collège majeur de Saint-Barthélemy et l'usine de bière Bavaria.
Avec le soutien de diverses personnes, comme l'académicien Luis López de Table, médecin et psychiatre de l'université Harvard, se crée en 1947 l'Institut de psychologie appliquée de l'Université nationale, comprenant 6 sections, dont la section d'enseignement. Cette dernière, ayant pour objectif de former des spécialistes en psychologie, est à l'origine de la Faculté de Psychologie. L'institut commence formellement en 1949 des travaux, initiant la formation des premiers 11 psychologues diplômés en Colombie : Fabiola Aguirre de Jaramillo, Beatriz Carrizosa Umaña, Beatriz de la Vega, Paulina Esguerra d'Iriarte, Magdalena Fety de Holguín, Cecilia Gómez Rodríguez, Diva Montealegre Rodríguez, Bertha Restrepo Flórez, Julia Roncancio Retard, Bernardo Jeté Argent et Gabriel Ulloa. Joints à ceux-ci et à d'autres collaborateurs tels qu'Álvaro Villar Gaviria, Hernán Mendoza Trous, Jose Rodríguez Valderrama et Alfonso Martínez Roule, ils ont développé une intense activité dans l'institut, rédigeant notamment l'ouvrage Introduction à l'étude de la Psychologie, en 1949.
Après les événements du Bogotazo, qui engendrent l'arrivée de La Violencia, la vie devient très difficile, autant que lors de la guerre civile espagnole, qu'elle a fui dès ses débuts. Dans ce contexte, un journal jésuite l'accuse, de même que son équipe de travail, d'être communistes et d'avantager ces derniers dans les épreuves de sélection à l'université. L'article s'inscrit dans le cadre de la position anticommuniste du Parti conservateur colombien, qui détient le pouvoir de l'État sous le président Mariano Ospina Pérez ; cela l'oblige à s'exiler définitivement en 1950. Elle ne revient en Colombie qu'en 1971 pour recevoir le premier prix national de psychologie de la Fédération colombienne de psychologie.

### Étape à Porto Rico
En partant, son collaborateur García Madrid se charge de transférer les sœurs Rodrigo en 1950. Là, Mercedes Rodrigo travaille initialement à l'université de Porto Rico, en tant que pédagogue, à partir du travail réalisé par Jaime Benítez Rexach. Ensuite, en 1955, elle initie des travaux dans le cadre de l'administration de vétérans des États-Unis, en se consacrant à la psychologie clinique en thérapie groupale et individuelle. Elle continue ses recherches, en participant à des événements et rencontres académiques ainsi qu'en publiant dans des revues sur des thèmes de pédagogie et d'histoire de la psychologie. Elle reçoit de multiples reconnaissances, telle celle d'être choisie comme présidente de l'association de psychologues du Porto Rico en 1957.
À la mort de sa sœur, en 1968, elle s'installe chez José García Madrid, vivant ses dernières années en compagnie de l'épouse de ce dernier et ses trois fils, sa santé s'altérant, malgré les soins que lui prodigue María Teresa de García Madrid, épouse de son collaborateur le plus intime. Mercedes Rodrigo ne s'est jamais mariée et n'a pas eu d'enfants. Elle est morte le 12 septembre 1982 et a été enterrée dans le cimetière Santa María Magdalena de Pazzis.

## Postérité
Sa majeure contribution est d'avoir fondé le premier programme d'études en psychologie de l'Amérique du Sud. Ainsi, elle a contribué de forme décisive dans l'établissement de la psychologie en Colombie, en défendant son propre champ de travail, différent au champ de la médecine, de la philosophie, de la théologie, de l'infirmerie et de l'éducation. La consolidation de la psychologie comme science et profession avec un exercice spécialisé, est due à son travail dans la construction d'une discipline universitaire et pertinente pour la société colombienne. En Colombie, le jour du psychologue se célèbre chaque 20 novembre, date à laquelle s'est créé formellement l'Institut de psychologie appliquée à l'université Nationale de la Colombie,.